# Lisburn Distillery F.C.
Lisburn Distillery Football Club er en semiprofessionel nordirsk fodboldklub i Ballyskeag nær Lisburn. Klubben blev stiftet i Belfast i 1880 under navnet Distillery Football Club, hvor den havde hjemme på Grosvenor Park indtil 1971. Herefter havde klubben hjemmebane på Skegoneill Avenue (delt med Brantwood FC) og Seaview (delt med Crusaders FC), indtil den i 1980 flyttede til det nuværende stadion New Grosvenor Stadium i Ballyskeagh. I 1999 skiftede klubben navnet fra Distillery FC til Lisburn Distillery FC.
Klubben har pr. 2011 vundet Irish League seks gange – senest i sæsonen 1962-63 – og Irish Cup tolv gange – senest i 1971.

## Historie

### Tiden i Belfast
Distillery FC's historie begynder med Robert Baxter, som i 1878 flyttede fra Banbridge til Grosvenor Street i Belfast. Baxter var en ivrig cricketspiller og dannede i sommeren 1879 V.R. Distillery Cricket Club sammen med nogle af medarbejderne på det nærliggende Royal Irish Distillery. Mod slutningen af 1880 besluttede medlemmerne at oprette en fodboldklub for at holde sig aktive i løbet af vinteren. Dermed blev Distillery Football Club født, og den afholdt sin første træning den 20. november 1880.
Lederne af Dunville's, især James Barr, udviste fra starten stor interesse for klubben. De aftalte af opfylde et affaldområde med jord, som derefter kunne bruges som klubbens bane. Banen, Daisy Hill, blev hævet flere fod over havoverfladen og blev kendt under øgenavnene "Cinder Park" og "Coke Yard". Den 11. december 1880 spillede Distillery FC sin første kamp på bane mod Dundela FC og vandt 1-0.
I løbet af sæsonen 1882-83 flyttede klubben fra Daisy Hill til en større bane ved Broadway. James Barr betalte for flytningen af klubben (inklusive en ny pavillon og omklædningsfaciliteter) fra Broadway til Grosvenor Park, tæt på Daisy Hill. I 1923 flyttede Distillery FC til York Park, da Dunvilles besluttede at sælge Grosvenor Park-ejendommen. Men i 1929 udlejede virksomheden jordstykket til klubben igen, eftersom klubbens lokaler i York Park var blevet ødelagt i en storm og den havde bedt om hjælp. Endnu et bevis på den tætte forbindelse mellem destilleriet og klubben stod en anden af Dunville's direktører, Robert Grimshaw Dunville, for i 1894, hvor han donerede en pokal til Irish Football Association, som de bedste hold skulle spille om. Turneringen blev oprindeligt kaldt Dunville's Cup, men den blev senere omdøbt til City Cup. Først i 1905 lykkedes der imidlertid for Distillery FC at vinde "sin egen" turnering.
Efter at have vundet sin første pokal, Irish Cup, ved besejre Wellington Park FC 5-0 i finalen i april 1884 blev Distillery til efterhånden en magtfaktor i irsk fodbold i slutningen af 1800-tallet og begyndelsen af 1900-tallet. Dens første udlandsrejse var til Skotland i december 1884, hvor man inkasserede et nederlag på 0-4 til Harp of Dundee FC. Fem år senere opnåede den en 2-1-sejr over den engelske klub Newton Heath FC, i dag kendt under navnet Manchester United FC. Klubben største bedrift i Europa Cup'en er uden tvivl 3-3.kampen på hjemmebane i 1963 mod den portugisiske klub SL Benfica, som dengang var blandt Europas stærkeste. Den tidligere engelske landsholdsspiller Tom Finney genoptog karrieren for at spille denne kamp for Distillery FC – den blev den eneste Europa Cup-kamp i hans ellers hæderkronede karriere.

### Flytning til Ballyskeagh
Distillery FC blev ramt af konflikten i Nordirland. I 1971 nedbrændte Grosvenor Park efter et brandbombeangreb, og klubben blev tvunget til at flytte fra det område, man i det meste af klubbens historie havde været knyttet til. Branden ødelage ikke kun stadion men også størstedelen af klubbens arkiv. Efter at have delt hjemmebane med flere forskellige klubber i næsten et årti, fanst Distillery sit nye hjem i Ballyskeagh Road nær Lisburn i 1980. For at symbolisere klubben genrejsning blev et nyt logo designet, som forestillede en føniks på en fodbold. Dette logo erstattede det oprindelige hvide DFC-skjold.
I 1995 blev Distillery nedrykket til den nyoprettede First Division. I 1999 vandt holdet First Division og dermed oprykning tilbage til Premier Division. Senere samme år blev klubbens navn officielt ændret til Lisburn Distillery, og føniks-logoet blev erstattet med et nyt, der blla. inddragede Lisburns byvåben. Lisburn Distillery spiller pr. 2011 fortsat i den bedste nordirske række (nu under navnet IFA Premiership).

### Europa Cup i nyere tid
I 2008 spillede holdet Intertoto Cup og tabte samlet over to kampe med 6-3 til TPS fra Finland. I 2009 tabte Lisburn Distillery i første runde af Europa League med 1-11 til FC Zestafoni fra Georgien.

## Titler

### Senior-titler
- Irish League: 6
  - 1895–96, 1898–99, 1900–01, 1902–03, 1905–06 (shared), 1962–63
- Irish Cup: 12
  - 1884, 1885, 1886, 1889, 1894, 1896, 1903, 1905, 1910, 1925, 1956, 1971
- Irish Football League Cup: 1
  - 2010-2011
- Gold Cup: 5
  - 1914, 1920, 1925, 1930, 1994
- City Cup: 5
  - 1905, 1913, 1934, 1960, 1963
- Ulster Cup: 2
  - 1958, 1999
- Irish League First Division: 2
  - 1998–99, 2001–02
- County Antrim Shield: 14
  - 1889, 1893, 1896, 1897, 1900, 1903, 1905, 1915, 1919, 1920, 1946, 1954, 1964, 1986
- Dublin and Belfast Inter-city Cup: 1
  - 1948 (delt)

### Intermediate-titler
- Irish Intermediate Cup: 3
  - 1894[1], 1904[1], 1949[2]
- Steel & Sons Cup: 1
  - 1901[3]
- George Wilson Cup: 3
  - 1957[2], 1982[2], 1988[2]

### Junior-titler
- Irish Junior Cup: 1
  - 1888[2]